# Afromelanichneumon nigripalpis
Afromelanichneumon nigripalpis là một loài tò vò trong họ Ichneumonidae.